# Jindřich Svoboda
Jindřich Svoboda, född den 14 september 1952 i Adamov, Tjeckoslovakien, är en tjeckisk före detta fotbollsspelare som tog OS-guld i fotbollsturneringen vid de olympiska sommarspelen 1980 i Moskva.